# Embraer C-390 Millennium
L'Embraer C-390 Millennium, denominato KC-390 fino al 2019, è un aereo da trasporto tattico medio, progettato e costruito dall'azienda aeronautica brasiliana Embraer. Ha un carico utile di circa 26 tonnellate.

## Storia del progetto
L'aereo, pur derivato dall'Embraer E-190 (dal quale il KC-390 beneficia di alcune soluzioni tecnologiche sviluppate con successo) se ne differenzia in maniera sostanziale in quanto la sua architettura è quella convenzionale a tutti i velivoli della sua categoria: ala alta, impennaggi verticali a T, 2 motori in gondole subalari, carrello principale in 2 carenature laterali, fusoliera di grande diametro con rampa di carico posteriore.
Le linee generali del progetto indicano che il KC-390 è predisposto sin dall'origine di essere rifornito in volo e di servire a sua volta quale aerocisterna.

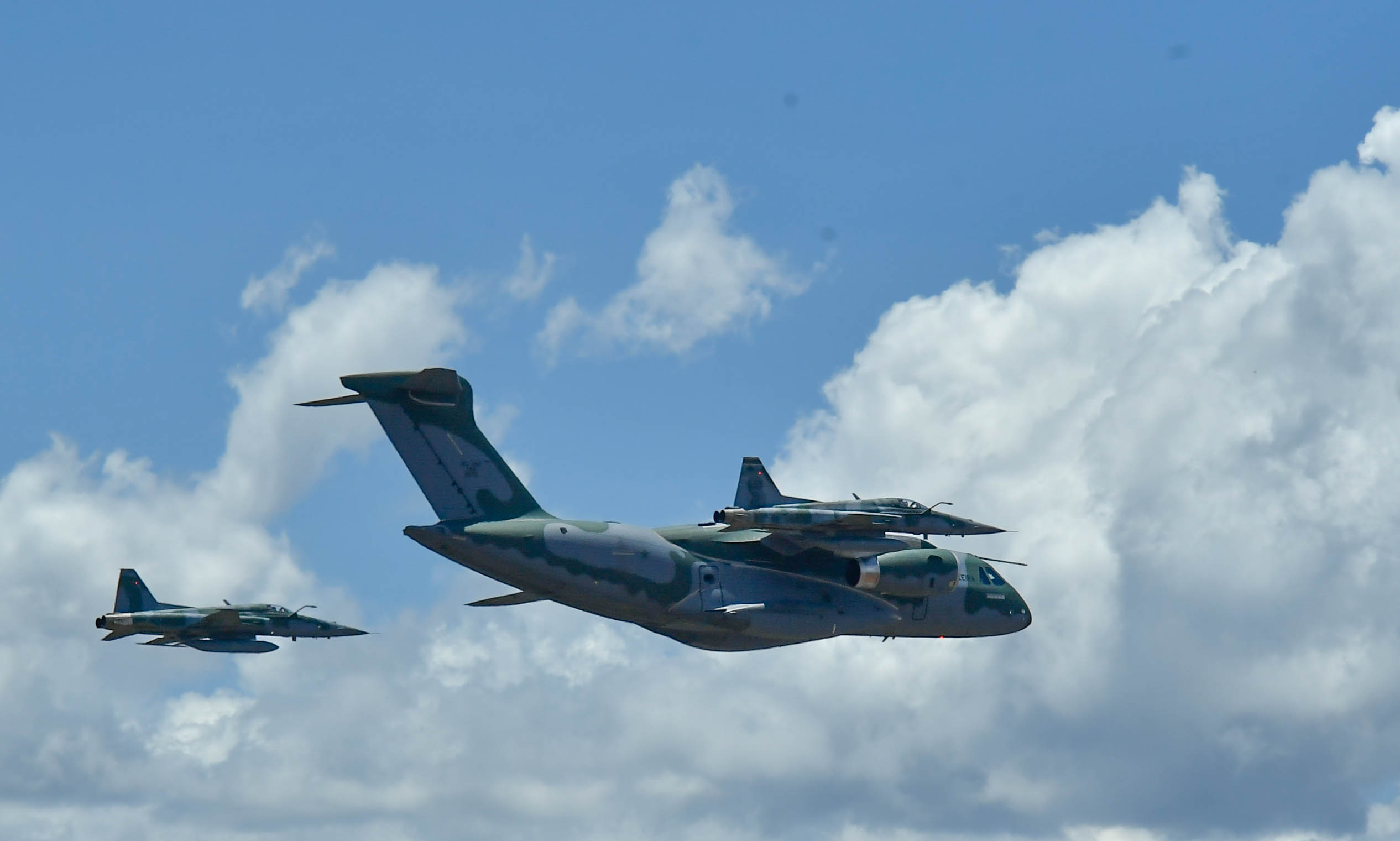
Arrivo del volo, 'Operazione Rimpatrio'.

Nell'aprile 2009 l'Embraer in occasione del salone LAAD a Rio de Janeiro comunica l'avvio ufficiale del programma KC-390 per un velivolo a getto militare da trasporto, con la firma del contratto con la Força Aérea Brasileira (FAB). La data di entrata in servizio, inizialmente prevista per il 2015, è slittata a seguito di tagli al programma di sviluppo alla prima metà del 2018.

## Storia operativa
Dalla sua introduzione nell'aeronautica militare brasiliana, l'aereo è stato utilizzato intensamente in esercitazioni con le forze armate brasiliane e in diverse operazioni nazionali e internazionali:

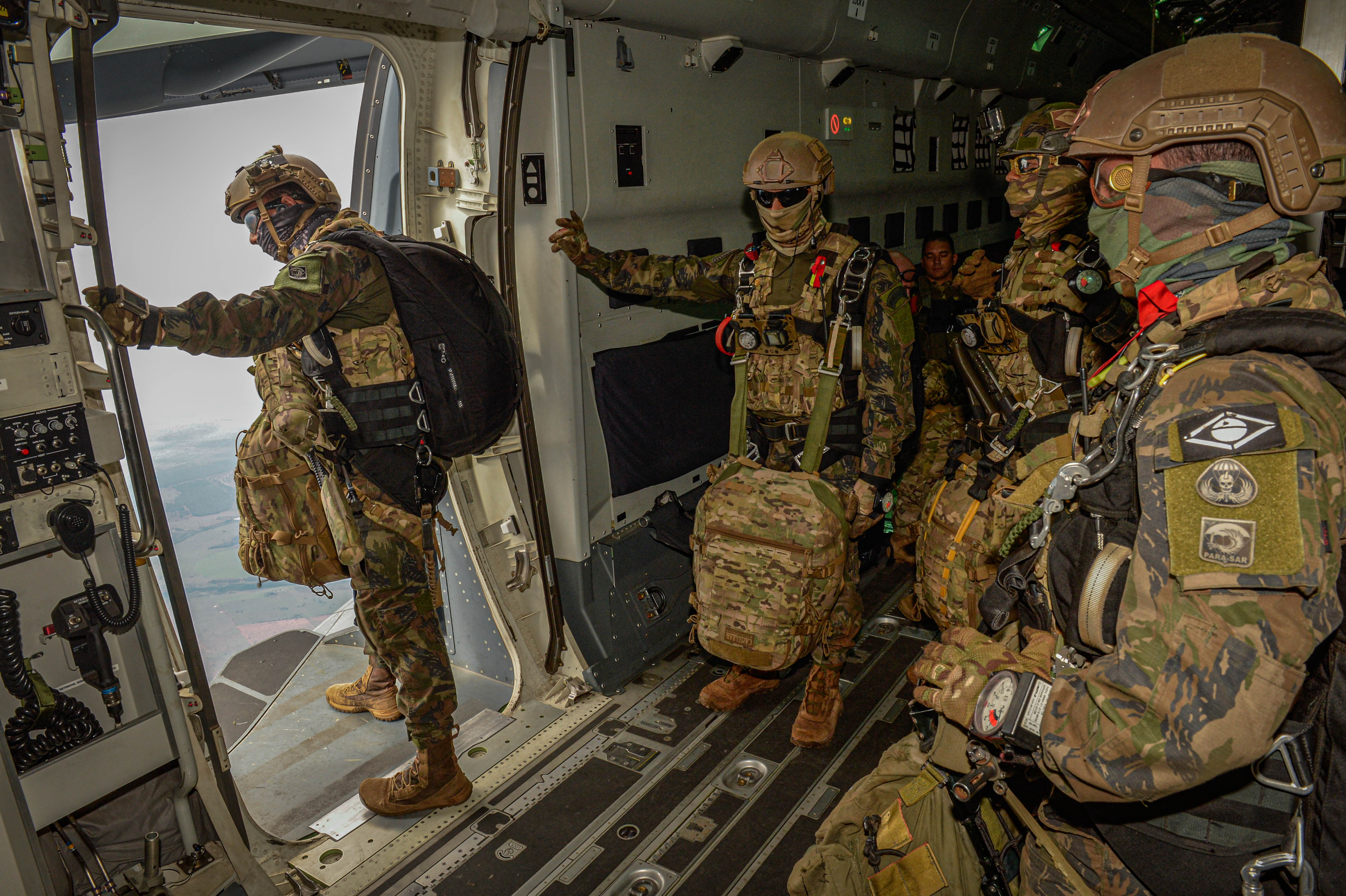
Forze Speciali in operazioni di salto libero da un C-390.

- Il 5 maggio 2018, l'aereo PT-ZNF ha subito gravi danni alla fusoliera e alle ruote, dopo essere finito fuori pista di circa 260 m durante l'atterraggio. L'aereo è andato parzialmente perso.[6]
- Le prime operazioni del C-390 sono legate alla Pandemia di COVID-19, quando due aerei sono stati utilizzati per il trasporto di veicoli, attrezzature e medicinali tra gli stati brasiliani.[7]
- A causa delle esplosioni nel porto di Beirut nel 2020, un C-390 e un Embraer 190 VC-2 sono stati inviati con circa sei tonnellate di medicinali, cibo e attrezzature sanitarie per le cure di emergenza. Fu la prima missione internazionale dell'apparato con la FAB.[8]
- Nel febbraio 2021, durante l'esercitazione operativa “Culminating”, in Louisiana, USA, ha effettuato voli congiunti con velivoli C-17 e C-130 della US Air Force. Nell'operazione, la forza combinata lanciò 4.000 paracadutisti in un salto notturno.[9]
- Nel terremoto di Haiti del 2021, il C-390 Millenium è stato inviato con circa undici tonnellate di medicinali e squadre antincendio specializzate nella ricerca e soccorso in strutture crollate, cani da ricerca e medici.[10]
- Un C-390 è volato a Ushuaia trasportando pezzi di ricambio a sostegno di un FAB C-130 che era impegnato in un'operazione in Antartide.[11]
- Nel conflitto russo-ucraino del 2022, un KC-390 e un VC-99B Legacy sono stati inviati con una missione per salvare i cittadini brasiliani e altri paesi, la missione ha anche portato un totale di circa 12 tonnellate di aiuti umanitari in Ucraina. La missione ha salvato cittadini nazionali, ucraini, argentini e colombiani, che sono stati tutti portati in Brasile.[12]
- A giugno 2022, un C-390 del Esquadrão Gordo (1st/1st GT) della FAB ha partecipato per la prima volta alla campagna antartica brasiliana, scaricando carichi di rifornimenti per la stazione antartica Comandante Ferraz.[12]

## Utilizzatori

### Attuali
Austria
- Luftstreitkräfte

4 KC-390 selezionati il 20 settembre 2023 e ordinati il 22 luglio 2024.
 Brasile
- Força Aérea Brasileira

22 ordinati, 2 prototipi consegnati. A settembre 2019 è stato consegnato il primo esemplare di serie. Il 12 novembre 2021, è stato annunciato che gli esemplari da ordinare saranno ridotti da 28 a 15 aerei. Dopo una battaglia sugli esemplari da ordinare, l'11 febbraio 2022, Embraer e FAB hanno concordato che la riduzione dei KC-390 da ordinare sarà non più da 28 a 15, ma da 28 a 22 esemplari, con consegne programmate fino al 2034. Il 24 ottobre 2022 è stato comunicato che l'ordine sarà ridotto di ulteriori tre esemplari portando a 19 gli aerei da consegnare.
 Rep. Ceca
- Vzdušné síly armády České republiky

2 C-390 ordinati il 25 ottobre 2024.
 Corea del Sud
- Daehan Minguk Gonggun

Il KC-390 è stato selezionato come nuovo aereo da trasporto dell'Aeronautica militare della Repubblica di Corea ad inizio dicembre 2023.
 Lituania
- Karinės oro pajėgos

A giugno 2025, il Ministero della Difesa Nazionale ha comunicato di aver selezionato trattative tre C-390M.
 Paesi Bassi
- Regia Aeronautica Militare

5 C-390M selezionati il 16 giugno 2022 ed ordinati il 22 luglio 2024.
 Portogallo
- Força Aérea Portuguesa

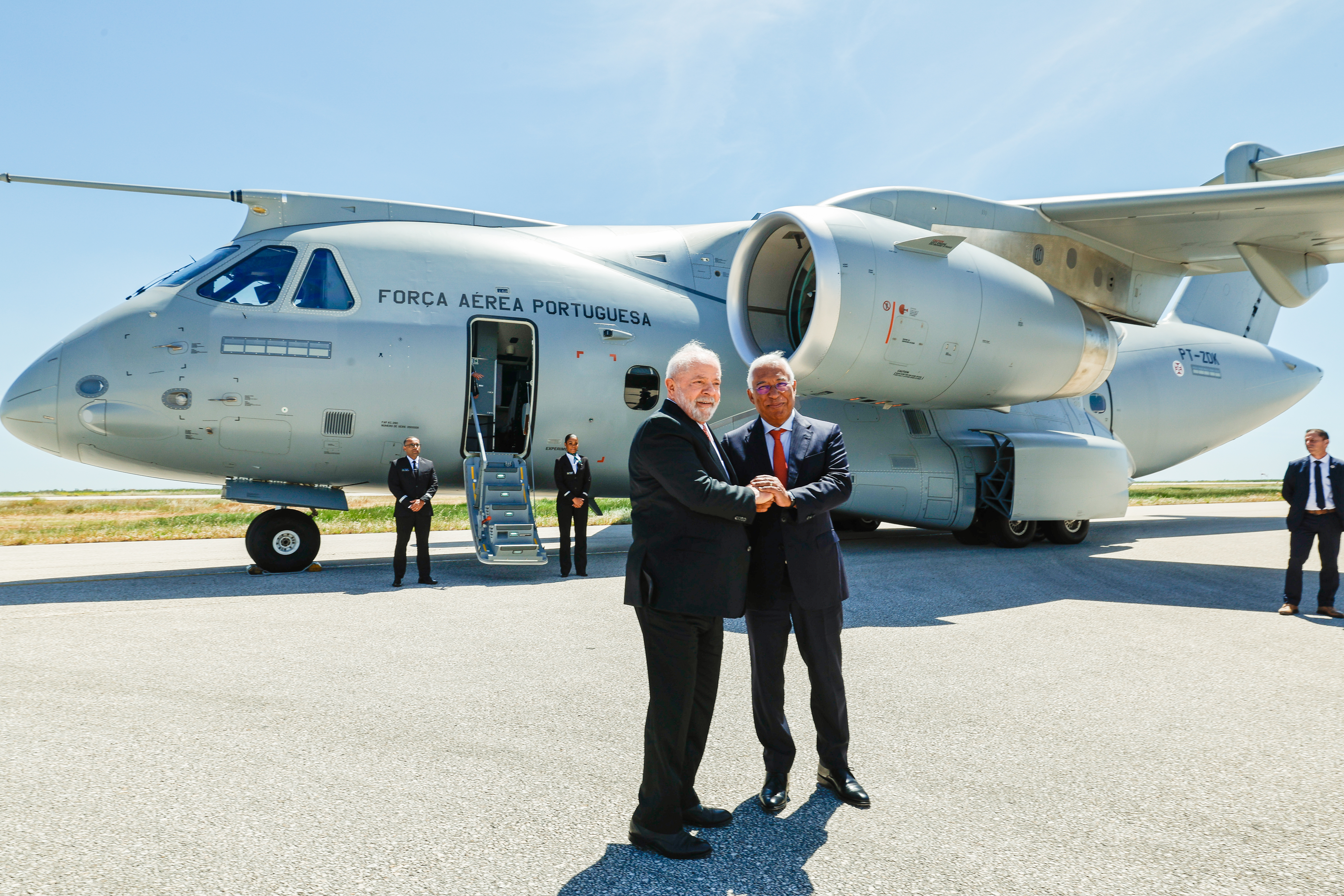
C-390 dell'aeronautica militare portoghese

5 ordinati l'11 luglio 2019 con consegne previste tra il 2023 ed il 2027. Il primo esemplare è stato consegnato in Brasile il 16 ottobre 2022, mentre è stato trasferito in Portogallo ed è entrato ufficialmente in servizio il 19 ottobre 2023. Un sesto esemplare è stato ordinato il 16 giugno 2025.. Il terzo esemplare è stato consegnato il 17 luglio 2025 e inaugurato con un volo insieme al primo A29 Tucano
 Slovacchia
- Vzdušné sily Slovenskej republiky

Il ministro della Difesa slovacco ha annunciato nel dicembre 2024 che il suo paese aveva selezionato l'Embraer C-390 Millennium come nuovo aereo da trasporto tattico medio, il numero citato era di 3 aerei.
 Svezia
- Svenska flygvapnet

L'aeronautica militare svedese ha notato il suo interesse per l'aereo e nel novembre 2024 il Ministero della Difesa svedese ha annunciato la selezione dell'Embraer C-390 Millennium come nuovo aereo da trasporto tattico del paese per sostituire la sua flotta di C-130 Hercules. 4 C-390M ordinati ufficialmente il 1 aprile 2025.
 Ungheria
- Magyar légierő

2 KC-390 ordinati il 17 novembre 2020, con consegne previste a partire dal 2023. Primo esemplare consegnato il 5 settembre 2024.
Paese no revelato
Nel dicembre 2024, Embraer ha pubblicato una nota sulla firma di un contratto per due unità C-390 Millennium con un cliente sconosciuto.

#### Possibile
Grecia
 Arabia Saudita
 India
 Colombia
 Marocco
 Emirati Arabi Uniti

## Velivoli comparabili
- Transall C-160 (16 t)

 Stati Uniti
- Lockheed C-130 Hercules (20 t)

 Giappone
- Kawasaki C-1
- Kawasaki C-2 (37,6 t)